# Complexo silenciador induzido por ARN
RISC (do inglês: RNA-induced silencing complex) é um complexo ribonucleoprotéico composto por um conjunto de proteínas associadas a uma pequena molécula de RNA (siRNA ou miRNA) que atua controlando a expressão gênica, promovendo a degradação de mRNAs ou inibindo a tradução destes, num mecanismo denominado RNA de interferência (RNAi).